# Bodiluddelingen 2017
Bodiluddelingen 2017 fandt sted den 4. marts 2017 i Konservatoriets Koncertsal i København, og markerede den 70. gang at Bodilprisen blev uddelt. Uddelingens værter var satiretrioen PLATT-FORM af bestående af Mille Lehfeldt, Laus Høybye og Jakob Fauerby.
Den 20. februar 2017 blev det annonceret at skuespiller Henning Jensen vil være modtager af årets Æres-Bodil for sin lange og betydningsfulde karriere, som til trods for flere prisnomineringer aldrig har udmundet i en faktisk modtagelse.
Thomas Vinterbergs Kollektivet holdt flest af uddelingens nomineringer med fem i alt, men kunne kun gå hjem med én for bedste kvindelige hovedrolle. Denne gik til Trine Dyrholm, der samtidig slog sin egen rekord, da hun med sin sjette Bodil-statuette fastholder positionen som den mest vindende skuespiller i Bodilprisens historie. Prisen for bedste danske film gik til Rasmus Heisterbergs I blodet, som også er instruktørens debutfilm. Søren Malling modtager sin første Bodil-pris for sin rolle i Forældre efter at have været nomineret tre gange tidligere, og Lars Ranthe modtager hele to nomineringer i kategorien bedste mandlige birolle for Kollektivet og Kærlighed og andre katastrofer. For andet år i træk går prisen for bedste amerikanske film til Alejandro González Iñárritu for The Revenant efter han i 2016 vinder for filmen Birdman. Maria von Hausswolff modtager for sin spillefilmsdebut som fotograf, prisen for bedste fotograf for Forældre.

## Vindere og nominerede
| Bedste mandlige hovedrolle | Bedste kvindelige hovedrolle |
| --- | --- |
| - Søren Malling for Forældre - David Dencik for Fuglene over sundet - Mikkel Boe Følsgaard for De standhaftige - Martin Buch for Swinger - Ulrich Thomsen for Kollektivet                                                                          | - Trine Dyrholm for Kollektivet - Danica Curcic for Fuglene over sundet - Elle Fanning for The Neon Demon - Bodil Jørgensen for Forældre - Cecilie Lassen for De standhaftige                  |
| Bedste mandlige birolle | Bedste kvindelige birolle |
| - Lars Mikkelsen for Der kommer en dag - Elliott Crosset Hove for I blodet - Alexandre Willaume for Hundeliv - Lars Ranthe for Kollektivet - Lars Ranthe for Kærlighed og andre katastrofer                                                        | - Victoria Carmen Sonne for I blodet - Sofie Gråbøl for Der kommer en dag - Martha Sofie Wallstrøm Hansen for Kollektivet - Laura Bro for Fuglene over sundet - Miri Ann Beuschel for Forældre |
| Bedste danske film | Bedste amerikanske film |
| - I blodet af Rasmus Heisterberg - Kollektivet af Thomas Vinterberg - Forældre af Christian Tafdrup - Shelley af Ali Abbasi - The Neon Demon af Nicolas Winding Refn                                                                               | - The Revenant af Alejandro González Iñárritu - Arrival af Denis Villeneuve - Spotlight af Thomas McCarthy - Carol af Todd Haynes - Captain Fantastic af Matt Ross                             |
| Bedste ikke-amerikanske film | Bedste dokumentarfilm |
| - Min far Toni Erdmann af Maren Ade (Østrig/Tyskland) - Sauls søn af László Nemes (Ungarn) - Ex Machina af Alex Garland (Storbritannien) - Dagen i morgen af Mia Hansen-Løve (Frankrig/Tyskland) - Jeg, Daniel Blake af Ken Loach (Storbritannien) | - The War Show af Andreas Dalsgaard og Obaidah Zytoon - Dem vi var af Sine Skibsholt - Bugs af Andreas Johnsen - Amateurs in Space af Max Kestner - Vejen er lang af Mette Knudsen             |

## Øvrige priser

### Æres-Bodil
* Henning Jensen

### Sær-Bodil
- Christina Rosendahl - for sit arbejde som formand for Danske Filminstruktører.

### Bedste fotograf
- Maria von Hausswolff for Forældre

### Samarbejdspriser
Henning Bahs Prisen
- Jette Lehmann for Forældre

Bedste manuskript
- Forældre

Streamingprisen
- Flaskepost fra P instrueret af Hans Petter Moland og nomineret af Viaplay